# Grande Prêmio de Plouay de 2015
A 79.ª edição do Grande Prêmio de Plouay foi uma corrida ciclista que se disputou a 30 de agosto de 2015 com princípio, vários passos e final na localidade de Plouay, na Bretanha. Passou  por um circuito de 26,9 km com três pequenas cotas (com início e final em Plouay) ao que se lhe deram 8 voltas e depois um circuito de 13,9 km para completar um total de 229,1 km, repetindo o percurso da edição anterior.
Pertenceu ao UCI WorldTour de 2015.
Tomaram parte na carreira 24 equipas: os 17 de categoria UCI ProTeam (ao ser obrigada sua participação); mais 7 de categoria Profissional Continental mediante convite da organização (o Southeast, Cult Energy Pro Cycling, Bretagne-Séché Environnement, Cofidis, Solutions Crédits, CCC Sprandi Polkowice e Wanty-Groupe Gobert). Formando assim um pelotão de 190 ciclistas, de 8 corredores a cada equipa (excepto o Katusha e Southeast que saíram com 7), dos que acabaram 127.
O ganhador final foi Alexander Kristoff quem impôs-se no sprinter Simone Ponzi e Ramūnas Navardauskas, respectivamente.

## Classificação final
| \| Posição \| Ciclista \| Equipo \| Tempo \| \| 1. \| Alexander Kristoff \| Katusha \| 5 h 31 min 32 s \| \| 2. \| Simone Ponzi \| Southeast \| m.t \| \| 3. \| Ramūnas Navardauskas \| Cannondale-Garmin \| m.t \| \| 4. \| Grega Bole \| CCC Sprandi Polkowice \| m.t \| \| 5. \| Jürgen Roelandts \| Lotto-Soudal \| m.t \| \| 6. \| Anthony Roux \| FDJ \| m.t \| \| 7. \| Armindo Fonseca \| Bretagne-Séché Environnement \| m.t \| \| 8. \| Wout Poels \| Sky \| m.t \| \| 9. \| Rasmus Guldhammer \| Cult Energy \| m.t \| \| 10. \| Magnus Cort \| Orica GreenEDGE \| m.t \| |                      |                              |                 |
| Posição | Ciclista             | Equipo                       | Tempo           |
| 1. | Alexander Kristoff   | Katusha                      | 5 h 31 min 32 s |
| 2. | Simone Ponzi         | Southeast                    | m.t             |
| 3. | Ramūnas Navardauskas | Cannondale-Garmin            | m.t             |
| 4. | Grega Bole           | CCC Sprandi Polkowice        | m.t             |
| 5. | Jürgen Roelandts     | Lotto-Soudal                 | m.t             |
| 6. | Anthony Roux         | FDJ                          | m.t             |
| 7. | Armindo Fonseca      | Bretagne-Séché Environnement | m.t             |
| 8. | Wout Poels           | Sky                          | m.t             |
| 9. | Rasmus Guldhammer    | Cult Energy                  | m.t             |
| 10. | Magnus Cort          | Orica GreenEDGE              | m.t             |